# Найнеймовірніший спосіб лягти спати
«Найнеймовірніший спосіб лягти спати» (фр. Le déshabillage impossible) — німий короткометражний фільм Жоржа Мельєса, знятий у 1900 році. Прем'єра в США відбулась у 1903 році.

## Сюжет
Чоловік входить в готель, у свій номер. Він знімає одяг і капелюх, вішає їх на цвях, але тут же зауважує, що одяг знову на ньому. Він знімає піджак вдруге, але той миттєво повертається. Він приходить у лють. Чим швидше він роздягається, тим швидше його одяг повертається на його тіло. Він качається по підлозі, потім на ліжку, і, нарешті, з ним відбувається епілептичний припадок.

## В ролях
- Жорж Мельєс

## Цікаві факти
- Через кілька тижнів Мельєс зняв рімейк цього фільму під назвою Сучасний спіритуалізм.